# ペニー・レイン (リヴァプール)
ペニー・レイン（英語: Penny Lane）は、イギリス北部の都市リヴァプールにある通りの名前である。この通りは、リヴァプール・ライム・ストリート駅より自動車で15分ほど離れたところに位置しており、A562の外れにあたる。20世紀には主要なバスターミナルの1つともされていた。
1967年にリヴァプール出身のロックバンド、ビートルズがこの通りと同名の楽曲「ペニー・レイン」を発表した。

## 歴史
ペニー・レインという通りの名について、かねてより18世紀の奴隷商人のジェイムズ・ペニーに由来しているとされていたが、この説に関する最も古い記述が1840年代のもので、18世紀当時の地図ではこの通りに名が付けられていないことから無関係であるともされている。
都市の拡大後、ペニー・レインは複数の路線の主要なバスターミナルの一つとされるようになった。このバスターミナルは、町の中心部へと繋がっており、待ち合わせ場所としても使用されていた。このバスターミナルは、1980年代に個人によって購入され、「SGT.PEPPERS BISTRO」というビストロとなった（現在は閉店）。

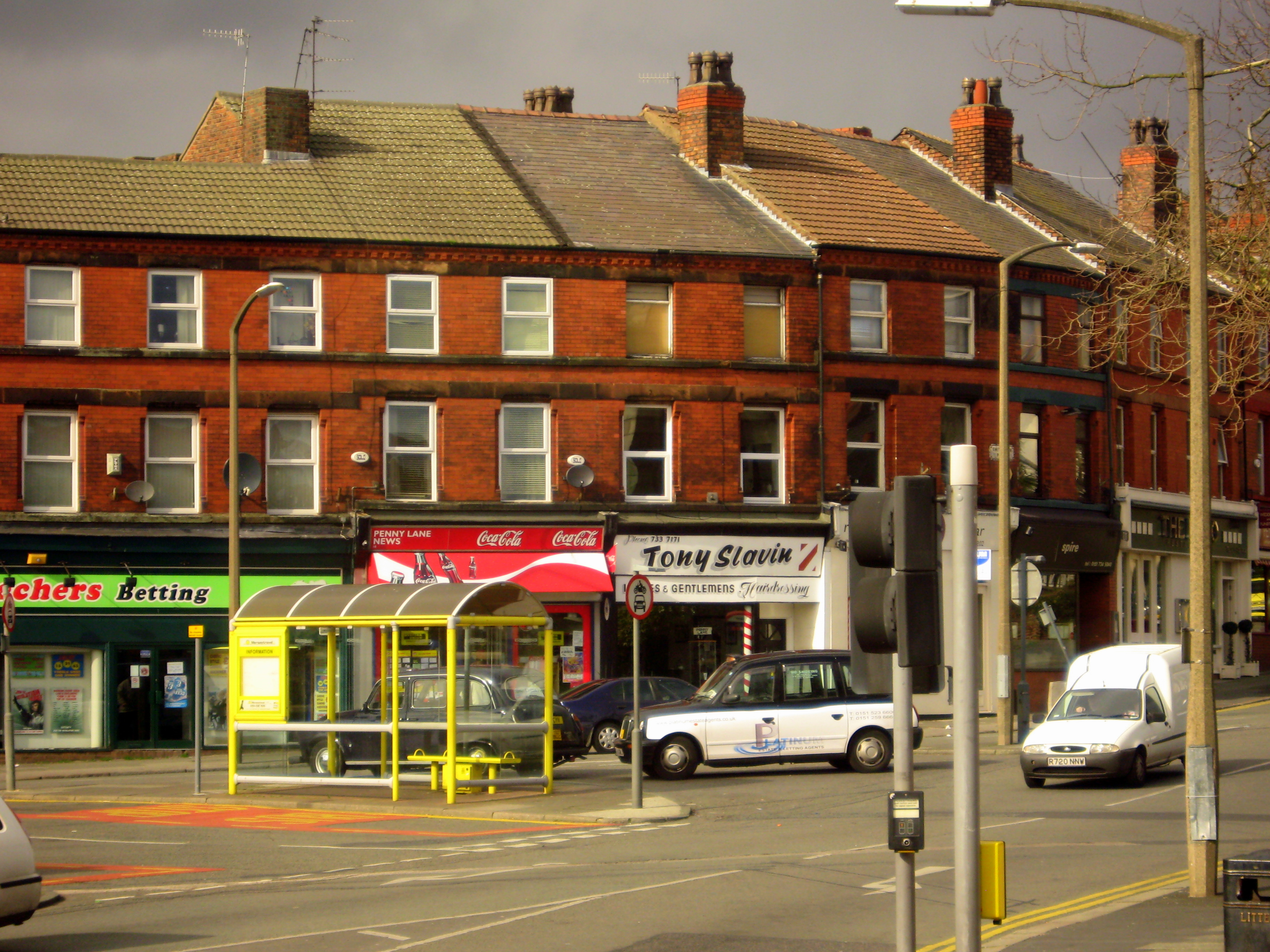
歌詞に登場する床屋のトニースレイヴィン（角の白い看板）

1967年2月に、ビートルズがこの通りを題材とした楽曲「ペニー・レイン」を発表した。同作はポール・マッカートニーが主に作曲を担当しており、同じく故郷であるリヴァプールを題材にしたジョン・レノンの「ストロベリー・フィールズ・フォーエバー」と対をなす曲である。同作はアメリカのBillboard Hot 100で1位を獲得するなどのヒットを記録し、これをきっかけにビートルズゆかりのスポットとして知られるようになった。歌詞の中に登場する消防士と消防車は、ペニー・レインから近いMather Avenueに所在する消防署のことを指していて、「Behind the shelter in the middle of the round about」というフレーズは、ロータリー交差点の真ん中に位置している待合室（通称シェルター）のことを指している。なお、歌詞に登場する床屋は、現在も営業を行なっている。

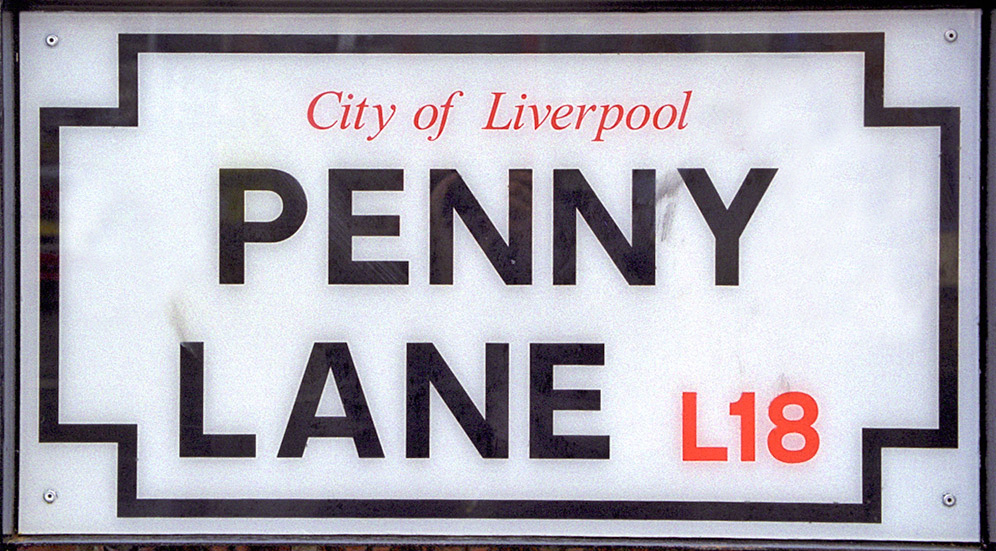
ペニー・レインの標識

なお、ビートルズの楽曲のヒットにより、通りの標識の盗難や訪れたファンによる落書きなどが多発し、一部では標識の設置が取りやめとなり、直接ペンキで描く取り組みが行なわれた。その後、2007年より再び標識が設置されるようになった。
2006年に前述の奴隷貿易との関係から、リヴァプールの議員のひとりより名称の変更が提案されたが、後に撤回されることとなった。
2018年に『レイト×2ショー with ジェームズ・コーデン』の「カープール・カラオケ」のコーナーにポール・マッカートニーが出演し、ジェームズ・コーデンとともにペニー・レインを再訪した。
2020年5月25日に白人警察官によって黒人男性が殺害された事件が発生したことに端を発したデモ騒動により、前述の奴隷貿易商との関連性が持ち出され、6月には通りの名前を記したペンキから「ペニー」という単語が消され、その上に「RACIST（人種差別者）」という文字が黒のペンキで殴り書きされるという出来事があった。6月9日にミュージアムズ&パーティシペーションの理事であるジャネット・ダグデールが、この通りと奴隷貿易について一切の関わりがないことを断言する声明を投稿した。